# Hoya juannguoiana
Hoya juannguoiana är en oleanderväxtart som beskrevs av Kloppenb.. Hoya juannguoiana ingår i släktet Hoya och familjen oleanderväxter. Inga underarter finns listade i Catalogue of Life.